# Rio Dourado
Der Rio Dourado ist ein etwa 15 km langer rechter Nebenfluss des Rio Silva Jardim im Südwesten des brasilianischen Bundesstaats Paraná.

## Etymologie
Rio Dourado bedeutet auf Deutsch Goldfluss.

## Geografie

### Lage
Das Einzugsgebiet des Rio Dourado befindet sich auf dem Terceiro Planalto Paranaense (Dritte oder Guarapuava-Hochebene von Paraná).

### Verlauf
Sein Quellgebiet liegt im Munizip Medianeira auf 436 m Meereshöhe etwa 10 km östlich des Hauptorts der Nähe der BR-277.
Der Fluss verläuft in südlicher Richtung. Kurz nach seinem Ursprung erreicht er das Munizip Matelândia, in dem er für etwa 9 km bleibt. Die restlichen 5 km bildet er dessen Grenze zum Munizip Serranópolis do Iguaçu. Er fließt von links in den Rio Silva Jardim. Er mündet auf 271 m Höhe. Die Entfernung zwischen Ursprung und Mündung beträgt 11 km. Er ist etwa 15 km lang.

### Munizipien im Einzugsgebiet
Am Rio Dourado liegen die drei Munizpien
- Medianeira
- Matelândia
- Serranópolis do Iguaçu.